# Шалфей пустынный
Шалфе́й пусты́нный (лат. Salvia deserta) — многолетнее растение, вид рода Шалфей (Salvia) семейства Яснотковые (Lamiaceae).
Является ценным медоносным растением.

## Распространение и экология
Встречается в Средней Азии, Монголии, Китае, России. На территории России произрастает в Алтайских горах.
Растёт по степным горным склонам, по опушкам лесов, берегам рек, иногда как сорное в посевах.

## Ботаническое описание
Растение высотой 45—80 см. Стеблей несколько, прямые, ветвистые в верхней части, длиннее соцветия, густо опушённые.
Прикорневые листья мелкие, рано засыхающие; нижние стеблевые — продолговатые или продолговато-яйцевидные, длиной 5—9 см, шириной 1—3,7 см, сердцевидные, острые, по краю двояко городчатые, морщинистые, сверху коротко опушённые, зелёные, снизу сероватые, густо опушённые, с черешками равными листовой пластине или короче её; средние — более крупные, короткочершковые; верхние стеблевые — значительно мельче, яйцевидные или на верхушке длинно тонко оттянутые, сидячие или очень короткочерешковые. Прицветные листья — широко округлые или яйцевидные, длинно заострённые, сидячие, с обеих сторон коротко опушённые.
Соцветие с одно-двумя парами простых ветвей, с 20—25 ложными 4—6-цветковыми мутовками; чашечка длиной 7 мм, верхняя губа короче нижней, округлая, нижняя — двузубчатая; венчик тёмно-фиолетовый, длиной 10—16 мм.
Орешки трёхгранно-шаровидные или трёхгранно-яйцевидные, диаметром 1,5—2 мм, тёмно-бурые.

## Классификация

### Таксономия
Вид Шалфей пустынный входит в род Шалфей (Salvia) подсемейства Котовниковые (Nepetoideae) семейства Яснотковые (Lamiaceae) порядка Ясноткоцветные (Lamiales).
|  |                                      |  |                                                             |                                                             |                      |  | ещё 21 семейство (согласно Системе APG II) | ещё 21 семейство (согласно Системе APG II)  |                                             |  |  |  | ещё 110—130 родов | ещё 110—130 родов    |  |  |
|  |                                      |  |                                                             |                                                             |                      |  | ещё 21 семейство (согласно Системе APG II) | ещё 21 семейство (согласно Системе APG II)  |                                             |  |  |  | ещё 110—130 родов | ещё 110—130 родов    |  |  |
|  |                                      |  |                                                             | порядок Ясноткоцветные                                      |                      |  |                                            |                                             | подсемейство Котовниковые                   |  |  |  |                   | вид Шалфей пустынный |  |  |
|  |                                      |  |                                                             | порядок Ясноткоцветные                                      |                      |  |                                            |                                             | подсемейство Котовниковые                   |  |  |  |                   | вид Шалфей пустынный |  |  |
|  | отдел Цветковые, или Покрытосеменные |  |                                                             |                                                             | семейство Яснотковые |  |                                            |                                             | род Шалфей                                  |  |  |  |                   |                      |  |  |
|  | отдел Цветковые, или Покрытосеменные |  |                                                             |                                                             |                      |  |                                            |                                             |                                             |  |  |  |                   |                      |  |  |
|  |                                      |  | ещё 44 порядка цветковых растений (согласно Системе APG II) | ещё 44 порядка цветковых растений (согласно Системе APG II) |                      |  |                                            | ещё 7 подсемейств (согласно Системе APG II) | ещё 7 подсемейств (согласно Системе APG II) |  |  |  | ещё 700—900 видов |                      |  |  |
|  |                                      |  |                                                             | ещё 44 порядка цветковых растений (согласно Системе APG II) |                      |  |                                            |                                             | ещё 7 подсемейств (согласно Системе APG II) |  |  |  |                   |                      |  |  |